# Открытый чемпионат США по теннису 2023
Подробнее о турнирах 2023 года в одиночном разряде среди мужчин и женщин
Открытый чемпионат США по теннису 2023 года — 143-й розыгрыш ежегодного профессионального теннисного турнира серии Большого шлема, проводящегося в американском Нью-Йорке на кортах местного Национального теннисного центра имени Билли Джин Кинг. В 2023 году матчи основных сеток пройдут с 28 августа по 10 сентября.

## Общая информация

### Рейтинговые очки
Ниже представлено распределение рейтинговых очков теннисистов на серии турниров Большого шлема.
| Разряд / стадия   | Титул | Финал | Полуфинал | Четвертьфинал | 1/8 финала | 1/16 финала | 1/32 финала | 1/64 финала | Победа в квалификации | Финал квалификации | Второй круг квалификации | Первый круг квалификации |
| Мужской одиночный | 2000  | 1200  | 720       | 360           | 180        | 90          | 45          | 10          |                       |                    |                          |                          |
| Мужской парный    | 1000  | 600   | 360       | 180           | 90         | 0           | —           | —           |                       |                    |                          |                          |
| Женский одиночный | 2000  | 1300  | 780       | 430           | 240        | 130         | 70          | 10          |                       |                    |                          |                          |
| Женский парный    | 1000  | 650   | 390       | 215           | 120        | 10          | —           | —           |                       |                    |                          |                          |

### Призовые деньги
В этой году суммарный призовой фонд турнира стал рекордным в истории тенниса составив 65 000 000 долларов США, он вырос на 8% по сравнению с 2022 годом.
| Разряд             | Титул      | Финал      | Полуфинал | Четвертьфинал | 1/8 финала | 1/16 финала | 1/32 финала | 1/64 финала | Финал квалификации | Второй круг квалификации | Первый круг квалификации |
| Одиночный          | $3 000 000 | $1 500 000 | $775 000  | $455 000      | $284 000   | $191 000    | $123 000    | $81 500     | $33 000            | $21 000                  | $15 000                  |
| Парный *           | $700 000   | $350 000   | $180 000  | $100 500      | $58 000    | $36 800     | $22 000     | н/д         | н/д                | н/д                      | н/д                      |
| Смешанный парный * | $163 000   | $81 500    | $42 000   | $23 000       | $14 200    | $8 300      | н/д         | н/д         | н/д                | н/д                      | н/д                      |

* на двоих игроков

## Победители

### Взрослые

#### Мужчины. Одиночный разряд
Новак Джокович —  Даниил Медведев — 6-3 7-6(7-5) 6-3
- 10-й финал Джоковича на турнире и 4-я победа после 2011, 2015 и 2018 годов
- 36-й финал Джоковича на турнирах Большого шлема (24 победы — 12 поражений)
- Третий финал Медведева на турнире (1 победа — 2 поражения)
- Пятый финал Медведева на турнирах Большого шлема (1 победа — 4 поражения)

#### Женщины. Одиночный разряд
Кори Гауфф — Арина Соболенко — 2–6 6–3 6–2
- 19-летняя Кори Гауфф впервые выиграла турнир Большого шлема.
- Соболенко второй раз играла в финале турнира Большого шлема и впервые уступила

#### Мужчины. Парный разряд
Раджив Рам /  Джо Солсбери  —  Рохан Бопанна /  Мэттью Эбден — 2-6 6-3 6-4
- Рам и Солсбери стали первой парой в Открытую эру, выигравшей Открытый чемпионат США три раза подряд
- Рохан Бопанна в возрасте 43 лет и 6 месяцев стал самым возрастным финалистом турнира Большого шлема в мужском парном разряде в Открытую эру
- Бопанна второй раз за карьеру дошёл до финала турнира Большого шлема в мужском парном разряде после Открытого чемпионата США 2010 года

#### Женщины. Парный разряд
Габриэла Дабровски /  Эрин Рутлифф —  Лаура Зигемунд / Вера Звонарёва — 7-6(11-9) 6-3
- Первый титул турнира Большого шлема для Дабровски и Рутлифф в женском парном разряде. Для Рутлифф это также первый финал
- Рутлифф стала первой в истории представительницей Новой Зеландии, выигравшей Открытый чемпионат США
- Звонарёва третий раз играла в финале Открытого чемпионата США в женском парном разряде (после 2006 и 2020 годов) и впервые проиграла
- Пятый финал турнира Большого шлема в женском парном разряде для Звонарёвой (3 победы — 2 поражения)

#### Смешанный парный разряд
Анна Данилина /  Харри Хелиёваара —  Джессика Пегула /  Остин Крайчек — 6-3 6-4
- Первый титул турнира Большого шлема в любом разряде для Данилиной и Хелиёваары
- Первый в карьере Пегулы и Крайчека финал турнира Большого шлема в миксте

### Юниоры

#### Юноши. Одиночный турнир
Жуан Фонсека обыграл  Лёрнера Тьена со счётом: 4-6 6-4 6-3.

#### Девушки. Одиночный турнир
Кэтрин Хуэй обыграла  Терезу Валентову со счётом: 6-4 6-4.

#### Юноши. Парный турнир
Макс Далин /  Оливер Оякяэр —  Федерико Бондиоли /  Йоэль Шверцлер — 3–6 6–3 [11–9].

#### Девушки. Парный турнир
Мара Гае / Анастасия Гурьева обыграли  Сара Сайто /  Нанака Сато со счётом: 1–6, 7–5, [10–8].